# Компоненты (термодинамика)
Компоненты (в термодинамике и химии) — независимые составляющие вещества системы, то есть индивидуальные химические вещества, которые необходимы и достаточны для составления данной термодинамической системы, допускают выделение из системы и независимое существование вне её. Изменения масс компонентов выражают все возможные изменения в химическом составе системы, а масса (количество вещества, число частиц) каждого вещества, выбранного в качестве компонента, не зависит от масс (количеств вещества, числа частиц) других компонентов.
Независимость компонентов означает, что если их массы или концентрации использовать в качестве независимых термодинамических переменных, то можно:
- не принимать во внимание химические реакции при термодинамическом рассмотрении систем и процессов;
- применять правило фаз при рассмотрении гетерогенных равновесий.

В частности, при рассмотрении фазовых равновесий и фазовых реакций в однокомпонентных системах допустимо игнорировать разницу в химических составах сосуществующих фаз (если использовать в качестве независимых переменных либо массы компонентов, либо принимать для всех фаз одну и ту же формульную единицу при вычислении числа молей компонента).

## Историческая справка
Понятие о компонентах системы было введено Дж. У. Гиббсом в 1875—1876 годах.

## Компоненты и составляющие вещества
Составляющими веществами термодинамической системы называют все индивидуальные вещества, которые могут быть выделены из системы и существовать вне её. В отечественной литературе по языково-стилистическим причинам достаточно часто отступают от ИЮПАКовской терминологии и говорят не о составляющих веществах и компонентах, а о компонентах и независимых компонентах.
Число компонентов системы меньше числа составляющих её веществ на число уравнений связи (если таковые имеются) между массами этих веществ. Наименьшее число компонентов — один.
В простейшем случае физической системы, на концентрации составляющих веществ в фазах которой не наложены ограничения, компонентами являются все составляющие вещества (к упомянутым ограничениям не относится условие равенства 1 суммы долей компонентов в каждой фазе, поскольку оно уже было использовано при выводе правила фаз Гиббса).
Для химической системы в число уравнений связи между концентрациями составляющих веществ входят уравнения, описывающие независимые химические реакции в этой системе. Если на состав химической системы не наложены дополнительные ограничения, то число компонентов системы равно числу составляющих веществ, уменьшенному на число независимых химических реакций. Не имеет принципиального значения, какие из химических реакций включить в набор независимых реакций — важно, чтобы этот набор был полон. Выбор компонентов, не будучи полностью произвольным — формульная атомная матрица (атомная матрица, молекулярная матрица, матрица состава) для компонентов должна быть квадратной, её размер (порядок) должен совпадать с числом компонентов, а детерминант должен быть отличен от нуля (формульная компонентная матрица), — определяется практической целесообразностью и допускает варьирование по соображениям удобства решения тех или иных конкретных задач.
Условия материальной изоляции, накладываемые на систему в целом, не относятся к упоминавшимся выше уравнениям связи и не влияют на подсчёт числа компонентов внутри системы.
В дополнительные уравнения связи не должны входить массы (количества) веществ, находящихся в разных фазах. Другими словами, в дополнительном уравнении связи должны фигурировать концентрации (доли) только тех веществ, которые входят в состав одной фазы. Конкретные примеры дополнительных уравнений связи (начальных условий) в химических системах приведены ниже.

## Классификация систем по числу компонентов
В зависимости от числа компонентов однокомпонентные (унарные), двухкомпонентные (двойные, бинарные), трёхкомпонентные (тройные) и многокомпонентные системы.

## Примеры выбора компонентов и нахождения их числа для физических систем
Гомогенные системы: атмосферный воздух (основные компоненты — азот, кислород, аргон, углекислый газ, вода в виде пара); дистиллированная вода (единственный компонент — вода); морская вода (основные компоненты — вода, хлорид натрия и другие соли); алмаз (единственный компонент — метастабильная аллотропная форма углерода); графит (единственный компонент — стабильная аллотропная модификация углерода).
Гетерогенные системы: система, образованная льдом, жидкой водой и водяным паром (трёхфазная однокомпонентная система); система водяной пар — раствор поваренной соли в воде (частицы — H2O, Na+, Cl–, H3O+, OH– и др., составляющие вещества, они же компоненты — вода и хлорид натрия, система двухкомпонентная двухфазная).

## Примеры выбора компонентов и нахождения их числа для химических систем
Двухкомпонентная четырёхфазная система: система лёд — насыщенный раствор сульфата меди CuSO4 — осадок медного купороса CuSO4•5H2O — водяной пар. Три составляющих вещества (соль, её гидрат и вода), одна химическая реакция
{\displaystyle {\mathsf {CuSO_{4}+5H_{2}O\rightleftarrows CuSO_{4}\cdot 5H_{2}O}}}
— образование гидрата из соли и воды, 3 — 1 = 2 компонента (вода и соль).
Однокомпонентная двухфазная система: закрытая система из твёрдого хлорида аммония, диссоциирующего при нагревании на газообразные аммиак и хлористый водород по реакции
{\displaystyle {\mathsf {NH_{4}Cl\rightleftarrows NH_{3}+HCl}}}
Три составляющих вещества, одна химическая реакция, одно дополнительное условие (равенство концентраций NH3 и HCl в газовой фазе как следствие закрытости системы), 3 — 2 = 1 компонент. Если же система открытая и концентрации NH3 и HCl в газовой фазе произвольны, то число компонентов будет равно 2, т. е. система будет двухкомпонентной.
Двухкомпонентная трёхфазная система: открытая система из оксида кальция и диоксида углерода, образующих карбонат кальция по реакции
{\displaystyle {\mathsf {CaO+CO_{2}\rightleftarrows CaCO_{3}}}}
Три составляющих вещества, одна химическая реакция, два компонента. В качестве компонентов можно выбрать любые два из трёх принимающих участие в химической реакции веществ. Исходя из постановки задачи, в качестве компонентов целесообразно выбрать исходные вещества (CaO и СО2).
Двухкомпонентная трёхфазная система: закрытая система из твёрдого карбоната кальция, диссоциирующего при нагревании на твёрдый оксид кальция и газообразный диоксид углерода по реакции получения негашёной извести обжигом известняка
{\displaystyle {\mathsf {CaCO_{3}\rightleftarrows CaO+CO_{2}}}}
Три составляющих вещества, одна химическая реакция, дополнительные уравнения связи отсутствуют (поскольку в каждой фазе по одному веществу), 3 — 1 = 2 компонента. Напрашивающийся вывод — три индивидуальных вещества, одна химическая реакция, одно дополнительное уравнение связи (равенство чисел молей CaO и СО2 как следствие закрытости системы), число компонентов 3 — 2 = 1, т. е. система однокомпонентна — неверен.

## Зависимость числа компонентов от условий протекания химической реакции
Число принимаемых во внимание компонентов зависит от условий, в которых находится система. Изменяя условия, можно инициировать или тормозить химические реакции и тем самым менять число связей, накладываемых на изменения масс веществ. Так, система водород Н2 — кислород О2 — вода Н2О в общем случае является двухкомпонентной, потому что возможна реакция
{\displaystyle {\mathsf {2H_{2}+O_{2}\rightleftarrows 2H_{2}O}}}
Однако при комнатной температуре и атмосферном давлении эта реакция не идёт даже в присутствии катализатора. Поэтому в данных условиях система ведёт себя как трёхкомпонентная физическая, а не как двухкомпонентная химическая. Сказанное справедливо и для реакции между двумя основными компонентами воздуха — азотом N2 и кислородом О2
{\displaystyle {\mathsf {N_{2}+O_{2}\rightleftarrows 2NO}}}
так что азотно-кислородную смесь обычно рассматривают как двухкомпонентную физическую систему.

## Зависимость числа компонентов от постановки задачи
Класс системы (физическая или химическая) и число учитываемых в ней компонентов может зависеть от постановки задачи, в том числе от требуемой точности конечных результатов. Так, рассматривая термодинамический цикл паровой машины, питательную воду можно считать однокомпонентной физической системой. Проверка этой же воды на содержание примесей (когда требуется учитывать вещества, присутствующих в очень малых количествах) подразумевает, что питательную воду рассматривают как многокомпонентную систему.